# Näckrosdammen (roman)
Näckrosdammen är en ungdomsroman av den svenska författaren Annika Thor. Utgiven på Bonnier Carlsens förlag 1997.

## Handling
Steffi ska nu äntligen få börja i läroverket i Göteborg. Hon ser fram emot att få träffa Sven igen, som hon lärde känna under sommaren på ön. Sven, vars föräldrar har erbjudit Steffi att bo hos dem. Samtidigt växer sig oron och saknaden efter de egna föräldrarna sig allt starkare, det har gått ett helt år sedan Steffi och Nellie skickades från Wien i tron om att de snart skulle återförenas för att resa till Amerika. Hon får en vän i läroverket, Maj Karlsson, en godhjärtad och glad flicka med skinn på näsan.

## Om boken
Boken är den andra i en serie som handlar om de judiska systrarna Steffi och Nelli Steiner som under andra världskriget kommer som flyktingar till en ö i den bohuslänska skärgården.

## De övriga böckerna i serien
- 1996 - En ö i havet
- 1997 - Näckrosdammen (bok)
- 1998 - Havets djup
- 1999 - Öppet hav